# Grandes caballerizas (Versalles)
El edificio de las Grandes caballerizas (en francés: Grandes Ecuries) está situado en la plaza de Armas de Versalles, frente al Palacio, entre las avenidas Saint-Cloud y París. Constituye, junto con las Pequeñas caballerizas, el conjunto de las caballerizas Reales, una institución donde trabajaron un millar de personas durante el reinado de Luis XIV. Construido bajo la dirección del arquitecto Jules Hardouin-Mansart, fue comenzado en 1679 y finalizado en 1682.
La caballeriza estaba dotada de un picadero, donde se guardaban los caballos de caza y de guerra del rey. Era a su vez la sede de la Escuela de Pajes. En el siglo XVIII, las caballerizas Reales contaban con más de dos mil caballos.

## Historia
Durante el Antiguo Régimen, la Gran caballeriza estaba dirigida por el caballerizo mayor de Francia. Albergaba la Escuela de los pajes del rey, que formaba a los futuros oficiales de caballería y estaba reservada a los hijos de las familias de la nobleza militar cuya antigüedad se remontaba por lo menos al año 1550. También reunía las monturas reservadas al rey y a los príncipes, de las cuales se encargaban los pajes. El hecho de ser admitido como paje del rey en sus Grandes caballerizas era un honor para una familia, solo por debajo de la distinción de Honores de la Corte. Cuando el rey tenía que volver a Versalles al anochecer, bien al palacio o a los jardines, regresaba con seis pajes de su Gran caballeriza que le precedían portando una antorcha cada uno, que abrían e iluminaban el camino.
Entre 1680 y 1830, las Grandes caballerizas acogieron asimismo entre sus muros la Escuela de Versalles, origen de la equitación artística francesa. En 1770 se realizó una importante restauración de las caballerizas, aunque se ignora si las esculturas también se rehabilitaron. Entre 1793 y 1794, los emblemas reales de los frontones fueron suprimidos. Entre 1810 y 1811 se produjo una segunda restauración de los edificios. A partir de 1854, la caballeriza fue ocupada por el ejército.

### SiglosXXyXXI
Por decreto del 20 de agosto de 1913, fueron clasificadas como monumento histórico las fachadas recayentes hacia el patio de Honor y hacia las avenidas de París y de Saint-Cloud, las fachadas de los dos pabellones y las rejas del lado recayente hacia la plaza de Armas.
En 1978, en el marco de las campañas de restauración realizadas por el conservador del Palacio de Versalles Gerald van der Kemp, fue instalada en las Grandes caballerizas la colección del Museo de Carruajes de Trianón, construido en 1851.
Entre otras dependencias, se trasladaron los despachos del ministerio de la Defensa, la escuela de las Bellas Artes y los archivos departamentales de Versalles, quedando suprimido el edificio del museo de Trianón.
En 1985 se abrió al público el Museo de las Carrozas.
En 2002 el Palacio de Versalles devolvió a las caballerizas su uso original. En 2003 fue inaugurada la Academia Ecuestre Nacional del dominio de Versalles, y se eligió como director y responsable de la misma al jinete Bartabas, fundador del espectáculo ecuestre Zingaro. La rehabilitación del picadero rectangular fue encargada al arquitecto Patrick Bouchain.
En 2007, el Museo de las Carrozas cerró sus puertas para iniciar los trabajos de ampliación. En 2016, la Galería de las Carrozas se abrió nuevamente al público gracias al mecenazgo de la Fundación de la empresa Michelin.

#### Instituciones ubicadas en las Grandes caballerizas
- Galería de las Carrozas
- Academia del espectáculo ecuestre
- Archivo comunal de Versalles[13]
- Escuela nacional superior de las artes decorativas ENSAD (A partir de septiembre de 2017)[14]

## Arquitectura

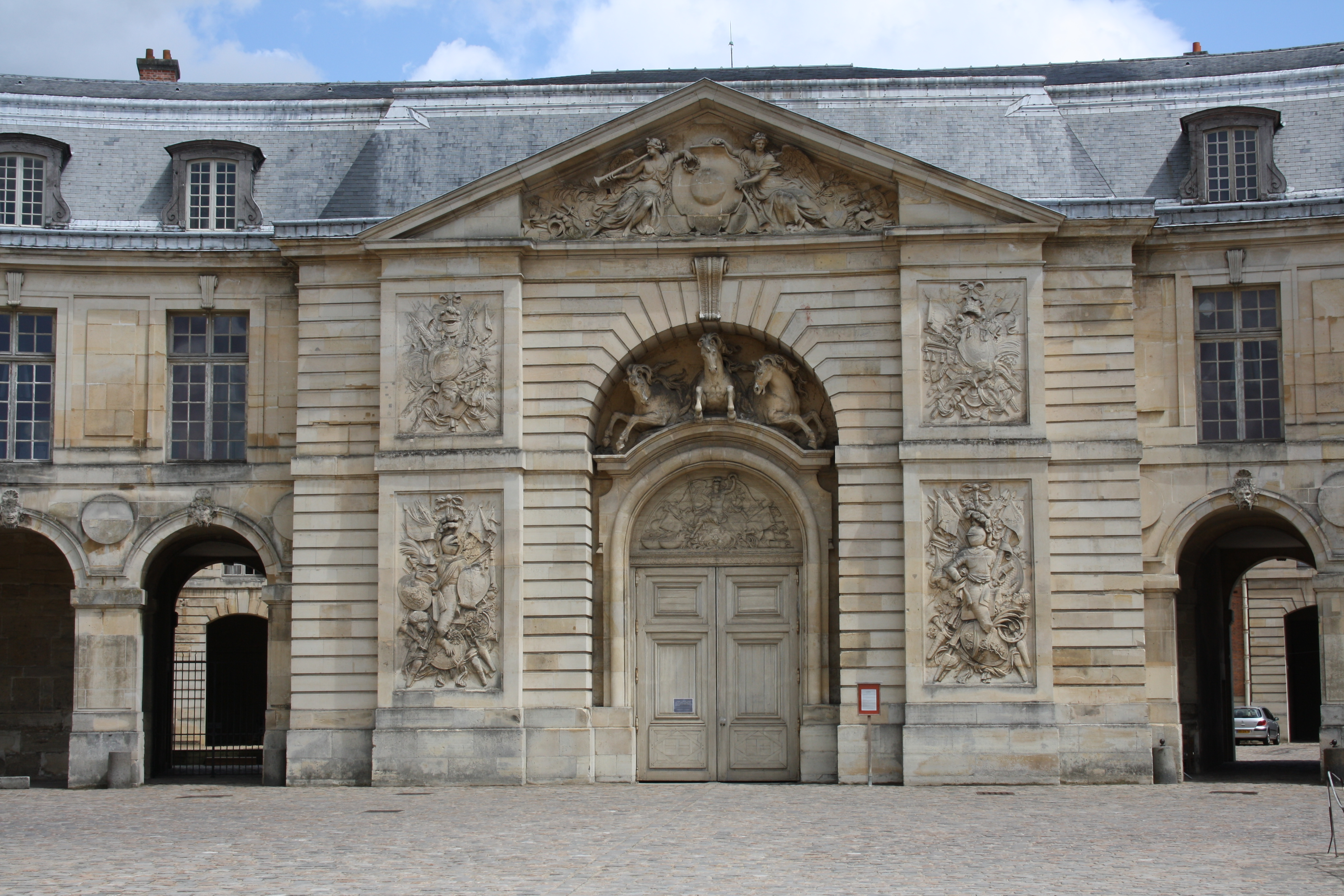
Detalle del pórtico de entrada de las Grandes caballerizas

Los edificios de las Grandes y Pequeñas caballerizas cierran la plaza de Armas por su lado este y marcan el inicio de tres grandes avenidas: al norte, la avenida de Saint-Cloud; al centro, la avenida de París; y al sur, la avenida de Sceaux. Ambas caballerizas poseen idénticas dimensiones; solo varía su uso.
Situada al norte, la Gran caballeriza tiene una planta trapezoidal en forma de herradura (al igual que su simétrica), y se organiza en torno a cinco patios:
- Un gran patio principal, rodeado por una columnata en forma de hemiciclo y por dos edificios laterales simétricos. Este patio está abierto en el centro y tenía un picadero rectangular cubierto,[6] que actualmente alberga el teatro de la Academia ecuestre nacional del Dominio de Versalles.[15] En las alas laterales se alojaban los jinetes y los pajes.[9]

- Dos patios medianos cerrados en la parte posterior.

- Dos pequeños patios laterales abiertos, llamados «patios del estiércol»[16] Existen dos entradas laterales al edificio desde las avenidas de Saint-Cloud y de París. Un alto muro separa estas avenidas de los patios, solo interrumpido por un pórtico con frontón.[9]

Los muros vistos están construidos con piedra, mientras que el resto están realizados con ladrillo rojo revestido de un paramento de piedra. El edificio está formado por una sucesión de arcadas en planta baja, abiertas o cegadas. La primera planta se ilumina mediante ventanas rectangulares, y las mansardas de la última planta con claraboyas. El interior está constituido por galerías simples, con un único corredor; al contrario que las Pequeñas caballerizas, que tienen una doble galería separada por una columnata. Las cubiertas de las galerías están compuestas por tramos de bóveda vaída.
Los grupos escultóricos se ubican en el frontón, en el tímpano y en los pies derechos del gran pórtico de acceso. En el tímpano destaca un grupo de tres caballos rampantes, obra de Pierre Granier y Jean Raon. Los cuatro frontones de los pabellones de los jinetes también están esculpidos, así como los de los porches recayentes hacia las avenidas. Unas máscaras adornan las claves de los arcos, y los porches se decoran con cabezas de caballo, así como las ménsulas de las ventanas y los lucernarios. Los muros de los patios pequeños están también cubiertos por decoración escultórica.
En 2016, con ocasión de la inauguración de la Galería de las Carrozas, se instaló el lema «Écuries du Roi» (Caballerizas del Rey) sobre la reja de acceso.

## Galería de imágenes

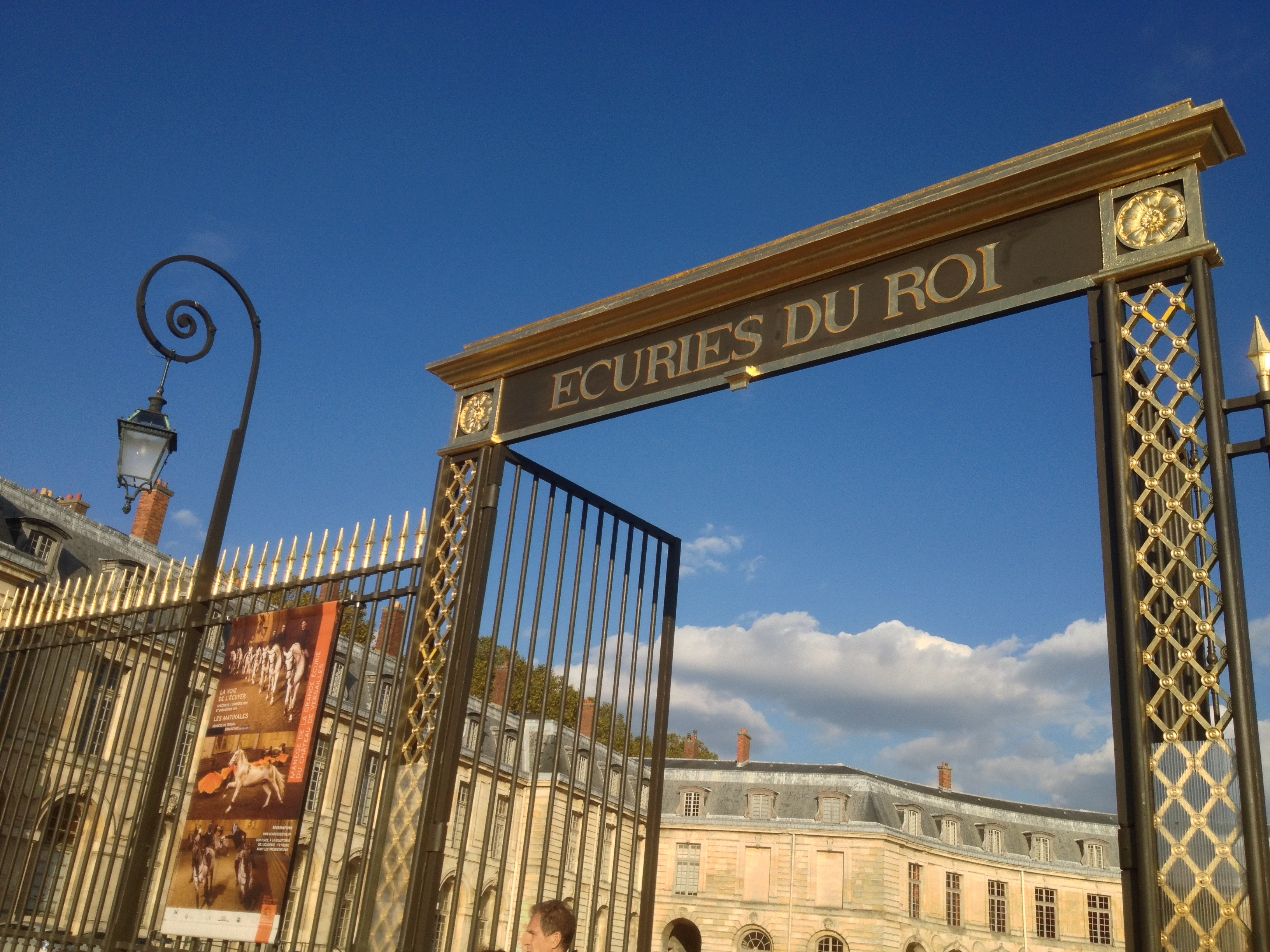
Detalle de la reja de acceso con el lema "Écuries du Roi" (Caballerizas del Rey).
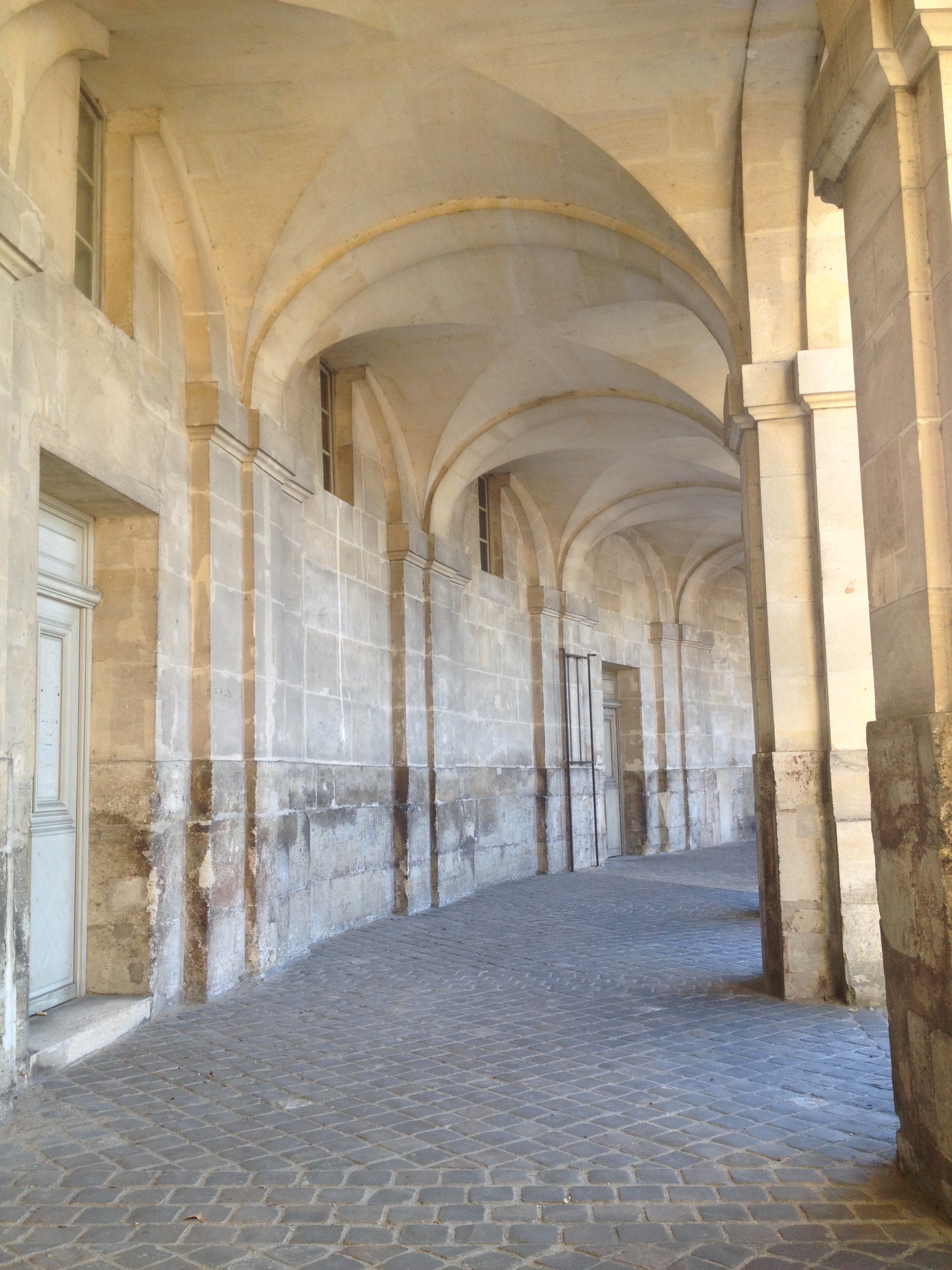
Galería y columnata sur de las Grandes caballerizas.
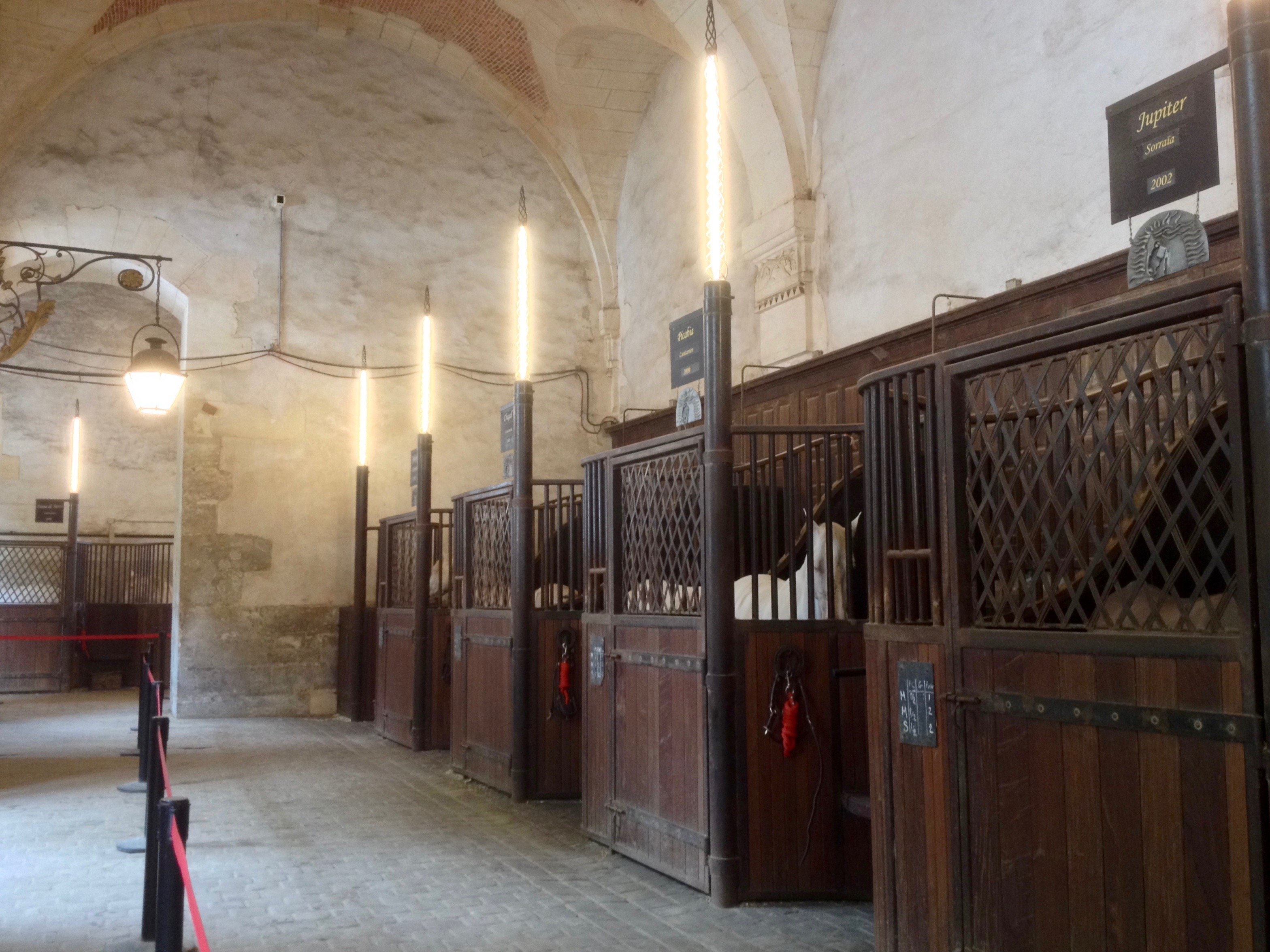
La caballeriza de la Academia Ecuestre de Versalles.
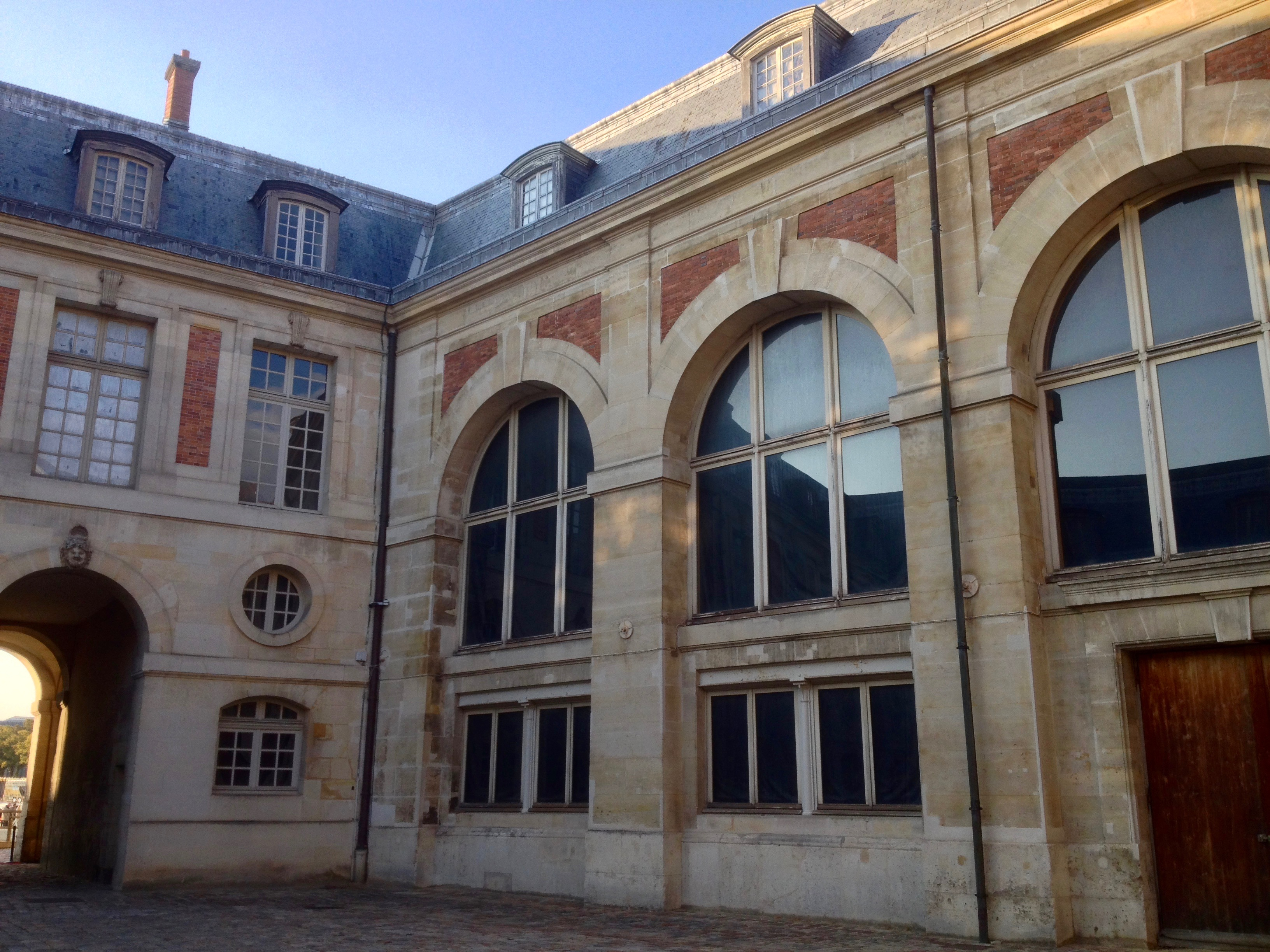
Esquina de uno de los patios traseros del edificio.
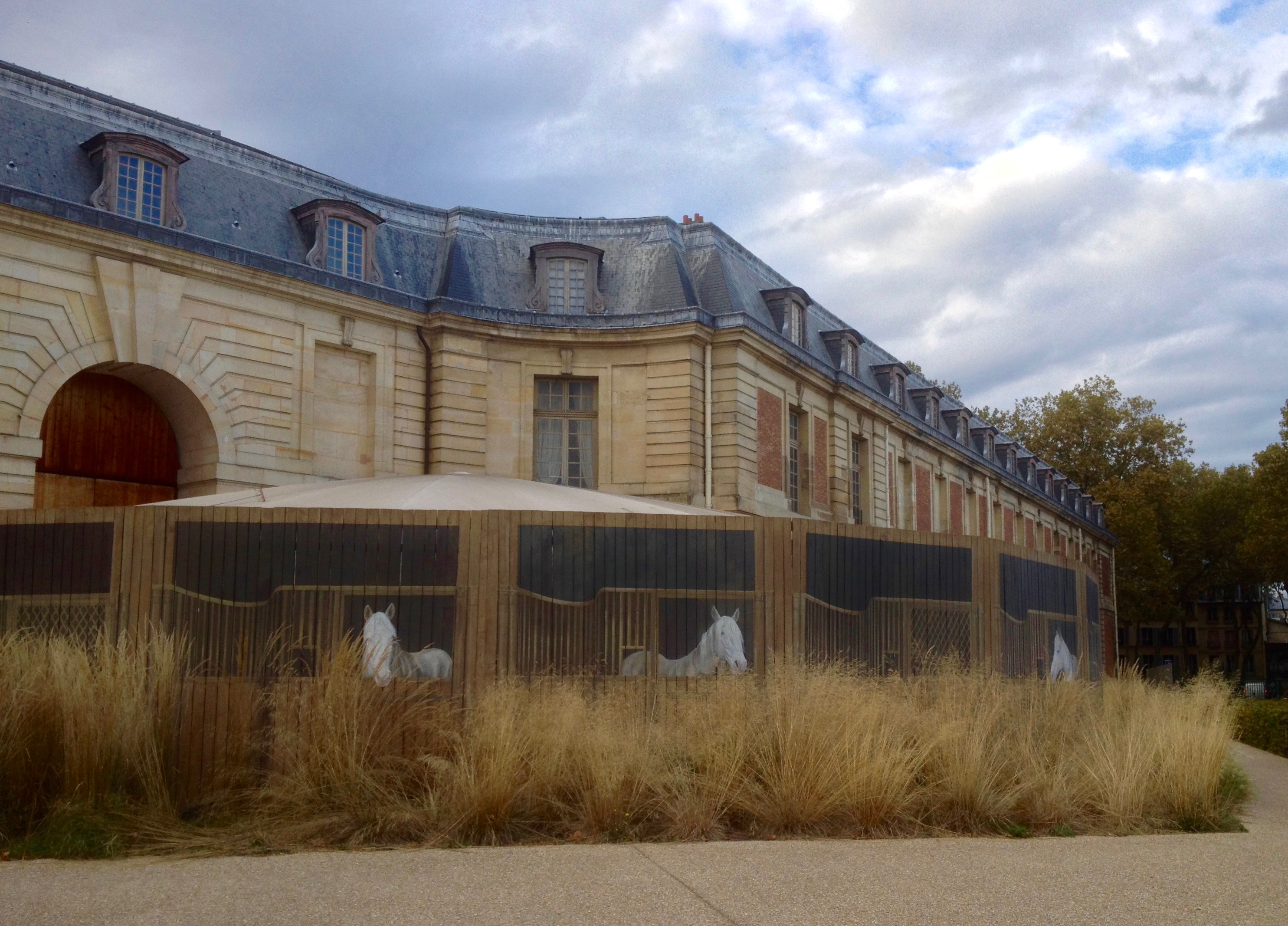
Parte trasera del teatro de la Academia ecuestre, con la zona de bambalinas escondida tras una pintura mural (trampantojo).
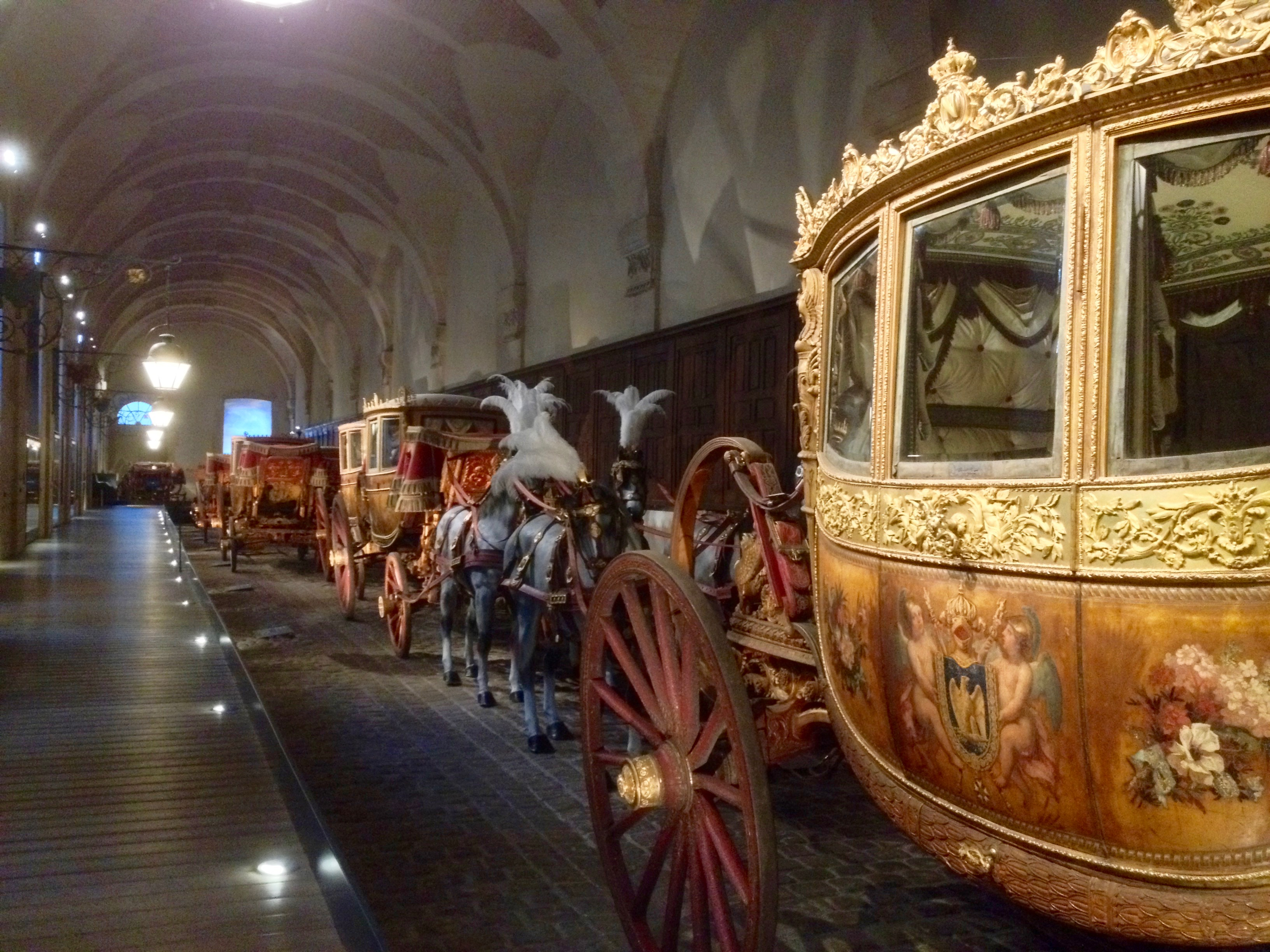
la Galería de las Carrozas.

### Obras relacionadas con las Grandes caballerizas
- La Mission, tomo 7 de la serie de cómic L'Épervier de Patrice Pellerin, ediciones Soleil, 2009.